# It's Not a Game
It's Not a Game è un mixtape del rapper Layzie Bone, pubblicato il 31 maggio 2005 sotto le case discografiche X-Ray Records e Cleopatra Records.

## Informazioni
Il mixtape ha raggiunto la posizione n.96 della chart statunitense Billboard 200.
Vi hanno collaborato artisti importanti come Twista, WC, Snoop Dogg e gli Outlawz.
Le tracce There They Go (n.2) e Connectin' The Plots (n.9) sono presenti anche nell'album del 2001 Thug by Nature. In un'altra edizione del mixtape la traccia Do Your Thang (n.4) è sostituita dal brano Ain't No Waiting in collaborazione con Thin-C, artista del collettivo Mo Thugs Family.

## Tracce
| #   | Traccia                                                        | Durata |
| --- | -------------------------------------------------------------- | ------ |
| 1.  | Intro: It's Not a Game                                         | 2:56   |
| 2.  | There They Go (feat. Aaron Hall)                               | 4:01   |
| 3.  | Midwest Invasion (feat. Twista)                                | 5:19   |
| 4.  | Do Your Thang (feat. Krayzie Bone & Felecia)                   | 3:50   |
| 5.  | Thug Nation (feat. Krayzie Bone)                               | 4:23   |
| 6.  | I Don't Remember (feat. Thick & Thin C.)                       | 4:02   |
| 7.  | Stayin' Alive (feat. Thin C.)                                  | 3:56   |
| 8.  | Nothin' (feat. Thin C.)                                        | 3:42   |
| 9.  | Connectin' The Plots (feat. WC)                                | 4:28   |
| 10. | Skit - Choppin' Game (feat. L. Burna)                          | 0:30   |
| 11. | Way Too Many (feat. The Outlawz & Stew Deez)                   | 4:07   |
| 12. | Thugged Out (feat. Thin C. & DJ Dre Ghost)                     | 4:59   |
| 13. | 2 Step (feat. Thin C.)                                         | 4:03   |
| 14. | She Came Ta Party (feat. Thin C. & DJ Dre Ghost)               | 3:53   |
| 15. | Do You Want Me                                                 | 3:54   |
| 16. | It's On (feat.M.T.F.)                                          | 4:43   |
| 17. | Smokin' On Information (feat. M.T.F., Snoop Dogg & Joe Little) | 5:14   |
| 18. | Run Game (feat. Dogzilla and Stew Deez)                        | 4:16   |
| 19. | The Movement (feat. M.T.F.)                                    | 5:12   |
| 20. | Outro                                                          | 1:24   |

## Posizioni in classifica
| Chart (USA)   | Posizione massima |
| ------------- | ----------------- |
| Billboard 200 | 96                |

## Critica
| Recensione su  | Giudizio |
| -------------- | -------- |
| RapReviews.com | link     |